# Villequier-Aumont
 Villequier-Aumont  là một xã ở tỉnh Allier, vùng Hauts-de-France thuộc miền bắc nước Pháp.

## Hành chính
| Danh sách các thị trưởng               |           |               |      |         |
| Giai đoạn                              | Giai đoạn | Tên           | Đảng | Tư cách |
| tháng 3 năm 2008                       |           | Michel Lacaze |      |         |
| Tất cả các dữ liệu trước đây không rõ. |           |               |      |         |